# Battaglia dell'Utus
La battaglia dell'Utus fu combattuta nel 447 tra l'esercito dell'Impero romano d'Oriente e gli Unni guidati da Attila. La vittoria unna portò Attila alle porte di Costantinopoli, capitale dell'Impero romano d'Oriente.

## Antefatti
Già a partire dal 443, quando l'impero romano d'oriente smise di versare i suoi tributi annuali agli Unni, Attila invase e saccheggiò le regioni balcaniche dell'impero, cosa che si sarebbe poi ripetuta nel 447.

## La battaglia
L'esercito romano orientale sotto Arnegisclo, magister utriusque militiae, "maestro di entrambe le forze" (sia dei fanti che dei cavalli) della Tracia, spostò le sue basi a Marcianopoli a ovest e affrontò gli Unni sul fiume Utus, nella provincia romana di Dacia Ripensis. Arnegisclo fu uno dei comandanti romani che avevano subito una sconfitta durante la campagna unna del 443.
L'esercito romano era probabilmente una forza combinata che includeva le armate dell'Illirico (provincia romana), quelle della Tracia e l'esercito in presenza dell'imperatore. Stando agli storici moderni, i Romani persero la battaglia  ma sembra che entrambi gli schieramenti avessero subito pesanti perdite, e uno degli autori avrebbe caratterizzato che la battaglia sarebbe stata non decisiva.. Stando ad alcune fonti, il cavallo di Arnegisclo cadde in battaglia, ma questo non gli impedì di continuare a combattere, cosa che fece appiedato fino a che non cadde in battaglia.

## Conseguenze
Dopo la battaglia, gli Unni presero subito possesso di Marcianopoli e la distrussero, lasciandola desolata per circa un secolo fino alla restaurazione sotto Giustiniano I. In seguito, gli Unni si posero persino alle porte di Costantinopoli, la capitale dell'impero romano d'oriente, le cui mura erano andate in rovina nel terremoto di gennaio 447, e la cui popolazione era stata danneggiata dall'epidemia che ne era seguita. Tuttavia, il prefetto del pretorio d'Oriente Costantino riuscì a riparare le mura in solo due mesi utilizzando la manodopera cittadina, con l'aiuto delle fazioni del Circo, i Blu e i Verdi, le infami fazioni dell'ippodromo di Costantinopoli. Questo, combinato con l'urgente trasferimento di vari soldati dell'Isauria nella città e le pesante perdite subite dagli Unni nella battaglia, costrinsero Attila ad abbandonare i suoi progetti per assediare la capitale.
Piuttosto, Attila decise di saccheggiare le province balcaniche, ora indifese, tra cui l'Illirico, la Tracia, la Mesia, la Scizia Minore ed entrambe le province della Dacia romana, per poi rivolgersi alle Termopili. Callinico di Rufinianae scrisse, nella sua Vita di Santo Ipazio (che allora viveva ancora in Tracia), che "più di cento città furono prese, Costantinopoli cadde quasi in pericolo e molti uomini vi fuggirono", anche se era forse un'esagerazione. Solo l'anno dopo, nel 448, fu riportata la pace, attraverso un trattato con cui l'imperatore orientale Teodosio II accettò di pagare ad Attila un tributo di 6.000 libbre d'oro immediatamente e 2 100 libbre ogni anno. Inoltre, fu creata una terra di nessuno nel territorio romano, la quale si estendeva per 300 miglia da Singidunum a Novae, con una profondità di 100 miglia, o cinque giorni di marcia, a sud del Danubio, e fungeva da zona cuscinetto.